# オン・ザ・タウン
『オン・ザ・タウン』（英：On the Town）は、1944年のミュージカル作品。1949年に映画化され、『踊る大紐育』（おどるだいニューヨーク, 原題は同じくOn the Town）としてミュージカル映画になった。なお、ミュージカル作品の作曲を行ったレナード・バーンスタインの楽曲を指すときは、『オン・ザ・タウン』と呼ばれる。
ニューヨークで24時間の上陸許可を与えられた水兵3人の恋愛と騒動を描いた作品。

## ミュージカル『オン・ザ・タウン』
1944年の『オン・ザ・タウン』は、アメリカのミュージカル作品。作曲はレナード・バーンスタインで、脚本と歌詞はベティ・コムデンとアドルフ・グリーンによる。1944年12月28日、ブロードウェイのアデルフィ劇場でマックス・ゴバーマンの指揮で初演された。監督はジョージ・アボット、振付はジェローム・ロビンス。合計で462回上演され、1971年と1998年にも復活上演された。初演でのキャストは、ジョン・バトルズ、クリス・アレキサンダー、ナンシー・ウォーカー、ソノ・オサト、およびベティ・コムデンとアドルフ・グリーンであった。
このミュージカルは、ダンスとストーリーの大規模な統合が高く評価されている。ロビンスは多くのバレエや、現在でも有名な「Imaginary Coney Island」を含むダンスシーンの振付を行った。
ブロードウェイでの2回の復活上演はファンを集めたが、どちらも商業的には成功しなかった。1998年版はパブリック・シアター製作の夏の公演に始まった。開催地としてセントラル・パークの屋外劇場デラコート劇場を使ったが、それに続く屋内でのブロードウェイ版は、精彩を欠き退屈であると批評された。タクシー運転手を演じたリー・デラリア（特に「I Can Cook, Too」）は賞賛されたが、公演を延長するには十分ではなかった。
1992年には、マイケル・ティルソン・トーマスはロンドン交響楽団を率い、オペラとミュージカルのスターを交えてコンサート版を上演した。これはドイツ・グラモフォンにより製作され、CDとビデオがリリースされた。出演はフレデリカ・フォン・シュターデ、トーマス・ハンプソン、タイン・デイリー、クレオ・レーン、デヴィッド・ギャリソンなどで、カムデンとグリーンもナレーターなどで出演した。この録音はミュージカルのさまざまな舞台からの素材を含んでいる。同じ出演者の多くを集めて、トーマスはこのコンサート版を1996年にサンフランシスコ交響楽団と再演した。
なお、当ミュージカルの代表曲で、映画版でも使われた「ニューヨーク・ニューヨーク」（バーンスタイン作曲）は、1970年代にフランク・シナトラが歌ってヒットさせた「ニューヨーク・ニューヨーク（のテーマ）」とは、別の曲である。

### あらすじ
海軍の水兵3人が、ニューヨークで24時間の上陸許可を与えられる。3人はそれぞれ素敵な女性（とニューヨークの街）に惚れ込み、短い滞在期間の間に冒険を繰り広げる。しかし、3人は朝には船に戻って戦争と不確かな未来に出発しなければならなかった。

### 日本での上演
2014年（初演）
20th Century（坂本昌行・長野博・井ノ原快彦）の主演で、2014年9月から10月まで青山劇場とオリックス劇場にて上演。演出・振付はビル・バーンズ、翻訳・訳詞はG2が担当。
2019年
宝塚歌劇団月組にて、2019年1月6日から20日まで東京国際フォーラムと、7月27日から8月12日まで梅田芸術劇場メインホールにて上演。潤色・演出は野口幸作。主演は、珠城りょう・美園さくら。なお東京公演では、珠城・美園トップコンビお披露目公演となった。

#### 主なキャスト
| 役名                                 | 2014年           | 2019年             | 2019年              |
|                                      |                  | 東京国際フォーラム | 梅田芸術劇場        |
| ------------------------------------ | ---------------- | ------------------ | ------------------- |
| ゲイビー（水兵）                     | 坂本昌行         | 珠城りょう         | 珠城りょう          |
| チップ（水兵）                       | 長野博           | 暁千星             | 暁千星              |
| オジー（水兵）                       | 井ノ原快彦       | 風間柚乃           | 鳳月杏              |
| アイヴィ・スミス（ミス・サブウェイ） | 真飛聖           | 美園さくら         | 美園さくら          |
| ヒルディー（タクシー運転手）         | シルビア・グラブ | 白雪さち花         | 白雪さち花 夢奈瑠音 |
| クレア（学者）                       | 樹里咲穂         | 蓮つかさ           | 夢奈瑠音 海乃美月   |

## 映画『踊る大紐育』
1949年の『踊る大紐育』（おどるだいニューヨーク、On The Town）は、ミュージカルをメトロ・ゴールドウィン・メイヤーが映画化した作品。1940年公開の『踊るニュウ・ヨーク』と関連はない。
脚本と音楽はオリジナルの舞台版からは大きく変更され、バーンスタインの音楽の多くは、ロジャー・エデンスとコムデン、グリーンによる新しい歌に差し替えられた。これはバーンスタインの先鋭的な楽曲が、当時の一般の観客には難しいとプロデューサーのアーサー・フリードが判断した為とされる。舞台版では重要な要素であった戦地へ向かう若い水兵達のペーソスは、戦後の作品である本作にはなくなり、無邪気な若者賛美、海軍賛美が全編を貫く作品となっている。
主演のジーン・ケリーはスタンリー・ドーネンとともに監督も行った。この映画はスタジオ撮影とロケ撮影の組み合わせで知られ、ジーン・ケリーはいくつかのシーンを実際に街の中で撮影したと話している。オリジナル舞台からはブランヒルドのルームメイト役のアリス･ピアースが同じ役で出演している一方、クレアの婚約者のピトキンは役柄が削られ、映画には登場しない。
変更された要素があまりに大きすぎたものの、この都会的でパワフルなミュージカルは一般の観客にはすぐに受け入れられ、大ヒットを記録した。1939年以来MGMミュージカルの牽引役となってきたプロデューサーのアーサー・フリードは、この映画の成功で全盛期を迎え、以後もミュージカル映画のヒット作を数多く生み出していく。
本作は同年春公開の『私を野球につれてって』(Take Me Out To The Ball Game)とほぼ同じ製作スタッフの作品であり、主なキャストもジーン・ケリー、フランク・シナトラ、ジェールス・マンシン、ベティー・ギャレットと『私を野球に～』の出演者を引き継いでいる。またベティー・ギャレットは『私を野球に～』でもシナトラの恋人を演じていた。

### 『いつも上天気』
1955年、映画オリジナルの実質的な続編『いつも上天気』が公開される。詳細は「いつも上天気」を参照。